# 陸上自衛隊高射学校

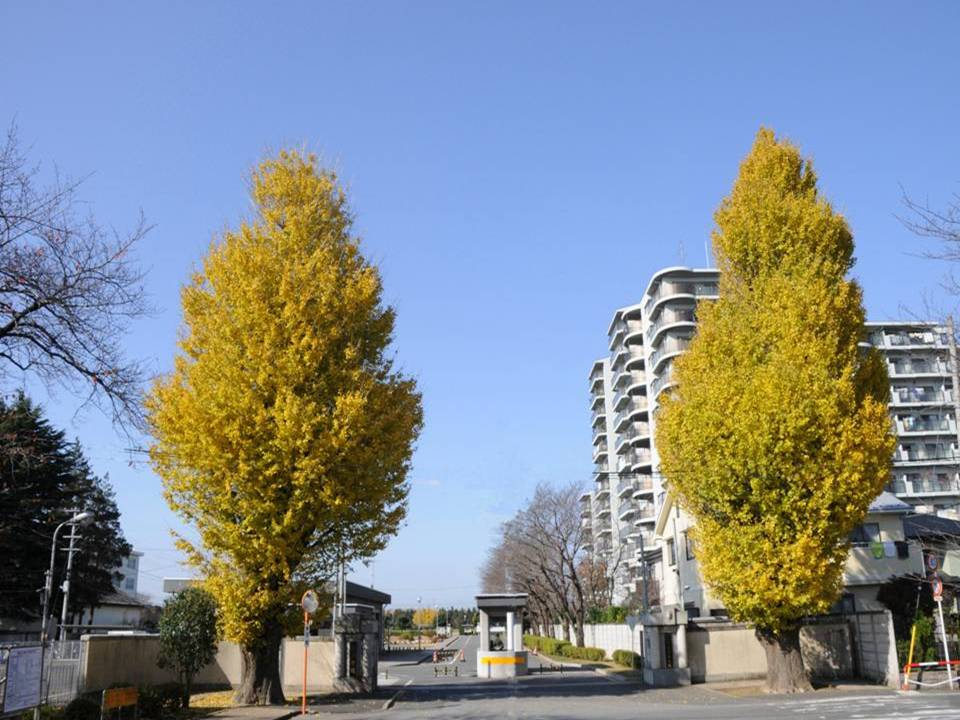
陸上自衛隊下志津駐屯地・高射学校正門

陸上自衛隊高射学校（りくじょうじえいたいこうしゃがっこう、JGSDF Air Defense School）は、陸上自衛隊下志津駐屯地（千葉県千葉市若葉区）に所在する陸上自衛隊の機関（学校）のひとつである。

## 概要
学長は、陸将補（二）が充てられ、高射特科に必要な知識および技能を修得させるための教育訓練を行うことを任務とする。また、陸上防空についての研究および作戦の評価を行っている。隷下部隊である高射教導隊は高射学校が行う教育訓練および調査研究を支援する。そのため、任務部隊以外で03式中距離地対空誘導弾を保有する唯一の部隊である。
災害派遣・広報を担当する警備隊区は千葉市や千葉県南部など13市8町1村であり、千葉隊区長である第1空挺団長の指揮を受ける。

## 沿革
警察予備隊総隊特科学校
- 1951年（昭和26年）11月17日：警察予備隊総隊特科学校が習志野駐屯地に設置。

保安隊特科学校
- 1952年（昭和27年）10月15日：警察予備隊総隊特科学校（習志野駐屯地）が保安隊特科学校に改称。
- 1954年（昭和29年）8月19日：保安隊特科学校（習志野駐屯地）が廃止。

陸上自衛隊高射学校
- 1954年（昭和29年）8月20日：陸上自衛隊高射学校が特科学校高射科を母体として習志野駐屯地において編成完結[要出典][2]。

1. 総務課、教育課、研究課が設置[3]。
2. 第107特科大隊（習志野駐屯地）および第115特科大隊を隷下に編合[3]。
3. 下志津駐屯地業務隊が習志野駐屯地に新編。

- 1955年（昭和30年）12月1日：陸上自衛隊高射学校等が下志津駐屯地開設により、習志野駐屯地から移駐（12月10日移駐完了[4]）。陸上自衛隊高射学校長が駐屯地司令に職務指定[5]。
- 1956年（昭和31年）
  - 1月10日：第107特科大隊が下志津駐屯地から横浜駐屯地に移駐。第1管区隊隷下に編成替え[3]。
  - 1月25日：陸上自衛隊高射学校の隷下部隊として第2高射特科群が下志津駐屯地に新編、第115特科大隊、第119特科大隊が同群隷下に編合[3]。
- 1959年 （昭和34年）8月13日：学校組織の改編により、副校長が設置。下志津駐屯地業務隊が廃止、総務課、教育課、研究課が部に昇格[3]。
- 1966年（昭和41年）8月3日：第2高射特科群が東部方面隊隷下に編成替え。同群隷下の第119特科大隊、第123特科大隊および長官直轄部隊の第1ロケット実験訓練隊を隷下に編合[3]。
- 1968年（昭和43年）8月1日：学校組織の改編。

1. 教育部が第1教育部に改編。
2. 第1ロケット実験訓練隊が第2教育部に改編。
3. 作戦評価室が新編[3][6]。

- 1969年（昭和44年）3月1日：第119特科大隊（下志津駐屯地）が廃止。廃止された第119特科大隊と第123特科大隊の一部を母体として高射教導隊が下志津駐屯地において編成完結。
- 1970年（昭和45年）8月5日：第123特科大隊（下志津駐屯地）が廃止。
- 2002年（平成14年）3月27日：学校の補給・整備機能を集約・統合して、東部方面後方支援隊高射教育直接支援中隊（下志津駐屯地）に移管。

## 組織編成
- 企画室
- 総務部：学校の総務事務および下志津駐屯地管理業務（駐屯地業務隊の業務）を担当
  - 総務課
  - 厚生課
  - 警備課
  - 管理課「高射校」
  - 会計課
  - 衛生課
  - 教材課
- 第1教育部：部隊運用・航空管制・航空気象・高射教育
- 第2教育部：幹部高射要員・ホークおよび03式中距離地対空誘導弾等の運用・器材操作・整備教育
- 研究部：部隊運用・教育に関する研究・調査
- 作戦評価室：戦術教育
- 高射教導隊「高教-本」：高射学校入校学生に対する教育支援を担当

## 整備支援部隊
- 東部方面後方支援隊高射教育直接支援中隊「高教直支」（下志津駐屯地）：2002年（平成14年）3月27日から

## 主要幹部
| 官職名                                   | 階級          | 氏名     | 補職発令日     | 前職                         |
| ---------------------------------------- | ------------- | -------- | -------------- | ---------------------------- |
| 陸上自衛隊高射学校長 兼 下志津駐屯地司令 | 陸将補（二）  | 久保勝裕 | 2025年03月24日 | 東部方面総監部幕僚副長       |
| 副校長 兼 企画室長                       | 1等陸佐（一） | 西本浩史 | 2022年12月23日 | 第2高射特科団副団長          |
| 総務部長                                 | 1等陸佐（二） | 石塚健悟 | 2025年08月01日 | 東部方面総監部総務部総務課長 |
| 第1教育部長                              | 1等陸佐（二） | 西永正孝 | 2024年03月21日 | 第2高射特科群長              |
| 第2教育部長                              | 1等陸佐（二） | 貞方太   | 2025年03月17日 | 陸上自衛隊高射学校勤務       |
| 研究部長                                 | 2等陸佐       | 永田和成 | 2024年08月01日 | 第2高射特科団本部高級幕僚    |
| 作戦評価室長                             | 1等陸佐       | 内村直樹 | 2024年03月18日 | 陸上総隊司令部付             |

| 代 | 氏名                   | 在職期間               | 出身校・期             | 前職                                                 | 後職                                       |
| -- | ---------------------- | ---------------------- | ---------------------- | ---------------------------------------------------- | ------------------------------------------ |
| -  | 小島竹雄 （2等警察正） | 1951.11.17 - 1951.12.7 |                        | 学校長代理（本務：特科学校副校長）                   | 学校長代理（本務：特科学校副校長）         |
| 01 | 助川弘道 （1等保安正） | 1951.12.8 - 1953.8.15  | 海兵55期・ 海大38期    | 総隊学校学生隊                                       | 北部方面特科団長 兼 北部方面総監部特技課長 |
| 02 | 野尻徳雄 （1等保安正） | 1953.8.16 - 1954.6.30  | 陸士41期・ 砲工38期    | 第一幕僚監部幕僚幹事                                 | 第一管区総監部付 →1954.8.10 第六管区副総監 |
| 03 | 加藤保男               | 1954.7.1 - 1954.7.21   | 京都帝国大学 昭和7年卒 | 特科学校副校長 兼 教官部長 ※陸上自衛隊特科学校長心得 | 特科学校副校長                             |
| 未 | 塚本政登士             | 1954.7.22 - 1954.8.19  | 陸士42期・ 陸大53期    | 第2特科連隊長                                        | 陸上自衛隊富士学校特科部長                 |

| 代 | 氏名                 | 在職期間              | 出身校・期                     | 前職                                                                | 後職                                                        |
| -- | -------------------- | --------------------- | ------------------------------ | ------------------------------------------------------------------- | ----------------------------------------------------------- |
| 01 | 阿野為秋 （1等陸佐） | 1954.8.20 - 1957.8.11 | 陸士43期                       | 第1特科連隊長 兼 宇都宮駐とん地司令                                 | 陸上幕僚監部所属 技術研究所派遣勤務                         |
| 02 | 塚本政登士           | 1957.8.12 - 1959.7.31 | 陸士42期・ 陸大53期            | 陸上自衛隊富士学校特科部長 →1957.8.16 陸将補昇任                    | 第1特科団長 兼 北部方面総監部特技課長 兼 東千歳駐とん地司令 |
| 03 | 菊池光明             | 1959.8.1 - 1964.7.15  | 陸士43期・ 陸大56期            | 陸上自衛隊富士学校特科部長 →1961.7.1 陸将補昇任                     | 陸上幕僚監部付                                              |
| 04 | 福富繁               | 1964.7.16 - 1968.6.30 | 陸士46期・ 陸大56期            | 陸上自衛隊富士学校研究部長 →1965.3.16 陸将補昇任 →1968.1.1 陸将昇任 | 退職                                                        |
| 05 | 高波惇 （陸将）      | 1968.7.1 - 1970.6.30  | 陸士47期・ 陸大58期            | 第1特科団長 兼 北千歳駐とん地司令                                   | 陸上幕僚監部付 →1970.12.1 退職                              |
| 06 | 中島直臣             | 1970.7.1 - 1971.6.30  | 陸士50期・ 陸大58期            | 第1特科団長 兼 北千歳駐とん地司令                                   | 第1師団長                                                   |
| 07 | 湯川文雄 （陸将）    | 1971.7.1 - 1973.6.30  | 陸士50期・ 陸大60期            | 第1教育団長 兼 武山駐とん地司令                                     | 退職                                                        |
| 08 | 植松貞義 （陸将）    | 1973.7.1 - 1976.6.30  | 陸士53期                       | 自衛隊東京地方連絡部長                                              | 退職                                                        |
| 09 | 安岡幸吉 （陸将）    | 1976.7.1 - 1979.3.15  | 陸士56期                       | 中部方面総監部幕僚長 兼 伊丹駐とん地司令                            | 退職                                                        |
| 10 | 今田敏之             | 1979.3.16 - 1980.6.30 | 陸士60期                       | 第1特科団長 兼 北千歳駐とん地司令 →1980.3.17 陸将昇任               | 第4師団長                                                   |
| 11 | 三木秀雄             | 1980.7.1 - 1982.6.30  | 陸士59期・ 中央大学 昭和27年卒 | 陸上自衛隊富士学校副校長 →1981.3.16 陸将昇任                        | 退職                                                        |
| 12 | 山田精一             | 1982.7.1 - 1984.3.15  | 海兵75期                       | 第2高射特科団長 兼 飯塚駐屯地司令 →1982.8.17 陸将昇任               | 退職                                                        |
| 13 | 宮澤作太郎           | 1984.3.16 - 1985.3.15 | 中央大学 昭和28年卒            | 自衛隊東京地方連絡部長                                              | 北部方面総監部幕僚長 兼 札幌駐屯地司令                      |
| 14 | 中川芳一 （陸将）    | 1985.3.16 - 1986.7.31 | 鹿児島大学 昭和28年卒          | 中部方面総監部幕僚長 兼 伊丹駐屯地司令                              | 退職                                                        |
| 15 | 富田定幸             | 1986.8.1 - 1989.3.15  | 防大1期                        | 防衛大学校教授                                                      | 退職                                                        |
| 16 | 岡文夫               | 1989.3.16 - 1991.6.30 | 防大2期                        | 第2高射特科団長 兼 飯塚駐屯地司令                                   | 退職                                                        |
| 17 | 北井上一則           | 1991.7.1 - 1993.3.23  | 防大5期                        | 東北方面総監部幕僚長 兼 仙台駐屯地司令                              | 関西地区補給処長 兼 宇治駐屯地司令                          |
| 18 | 正村千秋             | 1993.3.24 - 1995.3.22 | 防大5期                        | 第2高射特科団長 兼 飯塚駐屯地司令                                   | 陸上幕僚監部付 →1995.4.1 退職                               |
| 19 | 森岡薫               | 1995.3.23 - 1997.3.25 | 早稲田大学 昭和38年卒          | 第1高射特科団長                                                     | 陸上幕僚監部付 →1997.4.1 退職                               |
| 20 | 志村隆士             | 1997.3.26 - 1998.12.7 | 防大8期                        | 第10師団副師団長 兼 守山駐屯地司令                                  | 退職                                                        |
| 21 | 井本敏夫             | 1998.12.8 - 2001.6.28 | 防大11期                       | 陸上自衛隊幹部学校副校長                                            | 退職                                                        |
| 22 | 藤本四郎             | 2001.6.29 - 2002.7.31 | 防大12期                       | 陸上自衛隊関東補給処長 兼 霞ヶ浦駐屯地司令                          | 退職                                                        |
| 23 | 五藤正美             | 2002.8.1 - 2005.1.11  | 防大16期                       | 第2高射特科団長 兼 飯塚駐屯地司令                                   | 第3師団長                                                   |
| 24 | 武田正德             | 2005.1.12 - 2007.3.27 | 法政大学 昭和49年卒            | 陸上自衛隊少年工科学校長 兼 武山駐屯地司令                          | 第1師団長                                                   |
| 25 | 平野治征             | 2007.3.28 - 2008.7.31 | 防大21期                       | 第2高射特科団長 兼 飯塚駐屯地司令                                   | 第13旅団長                                                  |
| 26 | 土谷貴史             | 2008.8.1 - 2009.12.6  | 防大19期                       | 第1高射特科団長                                                     | 退職                                                        |
| 27 | 保松秀次郎           | 2009.12.7 - 2012.3.29 | 防大24期                       | 第2高射特科団長 兼 飯塚駐屯地司令                                   | 西部方面総監部幕僚長 兼 健軍駐屯地司令                      |
| 28 | 掛川壽一             | 2012.3.30 - 2013.3.27 | 防大26期                       | 第2高射特科団長 兼 飯塚駐屯地司令                                   | 第13旅団長                                                  |
| 29 | 飯盛進               | 2013.3.28 - 2015.3.29 | 防大29期                       | 第1高射特科団長                                                     | 東北方面総監部幕僚副長                                      |
| 30 | 藤田浩和             | 2015.3.30 - 2018.3.26 | 防大28期                       | 第1師団副師団長 兼 練馬駐屯地司令                                   | 陸上総隊司令部幕僚長（陸将昇任）                            |
| 31 | 木口雄司             | 2018.3.27 - 2019.3.31 | 防大32期                       | 陸上自衛隊開発実験団長                                              | 中部方面総監部幕僚長 兼 伊丹駐屯地司令                      |
| 32 | 宮本久德             | 2019.4.1 - 2021.3.25  | 防大33期                       | 第1高射特科団長                                                     | 第11旅団長                                                  |
| 33 | 江頭豊一             | 2021.3.26 - 2023.3.29 | 防大34期                       | 陸上自衛隊開発実験団長                                              | 陸上自衛隊中央会計隊長                                      |
| 34 | 小山直伸             | 2023.3.30 - 2025.3.23 | 岡山大学 平成8年卒             | 第2高射特科団長 兼 飯塚駐屯地司令                                   | 陸上自衛隊教育訓練研究本部 研究部長                         |
| 35 | 久保勝裕             | 2025.3.24 -           | 防大38期                       | 東部方面総監部幕僚副長                                              |                                                             |

## 警備隊区
千葉市、市原市、四街道市、君津市、袖ケ浦市、木更津市、富津市、南房総市、館山市、鴨川市、いすみ市、勝浦市、茂原市、長南町、長柄町、睦沢町、白子町、一宮町、御宿町、大多喜町、鋸南町、長生村

## 廃止（改編）部隊
- 1968年（昭和43年）7月31日廃止
  - 第1ロケット実験訓練隊：陸上自衛隊高射学校第2教育部に改編。
- 1969年（昭和44年）2月28日廃止
  - 第119特科大隊「119特-本」（下志津駐屯地）：高射教導隊の一部に改編。

- 1970年（昭和45年）8月4日廃止
  - 第123特科大隊「123特-本」（下志津駐屯地）：